# Genocidal Organ
Genocidal Organ (虐殺器官, Gyakusatsu Kikan) est un roman japonais de science-fiction de Project Itoh (pseudonyme de Satoshi Itoh), publié le 25 juin 2007 par Hayakawa Publishing (en). Le roman est édité en France, le 20 mars 2019 par Pika Édition.
Il est adapté au cinéma en un film d'animation sous le même titre sorti en 2017, faisant suite aux films The Empire of Corpses et Harmony sortis en 2015 et basés également sur des romans d'Itoh.
Il a également droit à une adaptation en manga illustrée par Gatô Asô et publiée en France par Pika Édition.

## Synopsis
À la suite de l’attentat du 11 septembre 2001, la pression sécuritaire est encore augmentée et la surveillance de masse est considérée comme une solution. En 2015, après l’explosion d’une arme artisanale nucléaire d’origine terroriste qui dévaste la ville de Sarajevo, des conflits et génocides se déclenchent aux quatre coins du monde. Aux États-Unis, toutes les actions sont maintenant surveillées sous une répression complète des libertés individuelles.
Clavis Shepherd, un capitaine des forces spéciales enquête sur l’origine de ces génocides. En 2020, il poursuit un homme du nom de John Paul, qui serait le déclencheur de tous les génocides…

## Adaptation en film d'animation

### Production
Une adaptation en film d'animation, réalisée et écrite par Shukō Murase et produite par le studio Manglobe, devait sortir le 13 novembre 2015. Cependant, la sortie du film est reportée en raison de la faillite du studio. La production du film reprend en novembre 2015 avec le même personnel et le nouveau studio d'animation Geno. Les 15 premières minutes du film sont projetées lors du Festival international du film de Tokyo le 31 octobre 2016,. Le film sort le 3 février 2017.

### Fiche technique
- Titre original : Gyakusatsu Kikan (虐殺器官?)
- Titre français : Genocidal Organ
- Réalisation : Shukō Murase
- Studio d'animation : Geno Studio
- Scénario : Shukō Murase d'après le roman de Project Itoh
- Direction artistique : Seiki Tamura
- Musique : Yoshihiro Ike
- Pays d'origine : Japon
- Format : Couleurs - 35 mm
- Genre : animation, science-fiction
- Durée : 115 minutes
- Date de sortie :
  -  Japon : 3 février 2017

### Doublage

#### Voix originales
- Yūichi Nakamura : Clavis Shepherd
- Akio Ōtsuka : Rockwell
- Sanae Kobayashi : Lucia
- Yūki Kaji : Alex
- Kaito Ishikawa : Leland
- Takahiro Sakurai : John Paul
- Satoshi Mikami : Williams

#### Voix anglaises
- Christopher Sabat : Rockwell
- Josh Grelle : Clavis Shepherd
- Ian Sinclair : Williams
- Clifford Chapin : Alex
- Joel McDonald : Leland
- Ricco Fajardo : John Paul

#### Voix françaises
- Alexis Flamant : Clavis Shepherd
- Célia Torrens : Lucie Skroupova
- Jean-Michel Vovk : le général Rockwell
- Franck Fischer : John Paul
- Gaëtan Wenders : Williams
- Reda Brissel : Leland
- Daniel Proia : le chef de la majorité
- Olivier Piechaczyk : le président des États-Unis
- Philippe Résimont : Lucius

- Version française
  - Studio de doublage : Soundtastic [8]
  - Direction artistique : Alexandre Gibert
  - Adaptation : Gaëlle Kannengiesser

## Adaptation en manga
Le magazine Monthly Newtype de Kadokawa Shoten dévoile en avril 2015 l'arrivée d'une adaptation de Genocidal Organ illustrée par Gasô Asô avec une publication commençant à partir de mai 2015,. Le premier tome est publié le 23 mars 2017 et le dernier, le 25 décembre 2017 donnant un total de 3 tomes pour la série.
En France, la série est publiée par Pika Édition avec le premier tome sorti le 13 mars 2019 et le dernier sorti le 3 juillet 2019.

### Liste des volumes
| no | Japonais         | Japonais          | Français       | Français          |
| no | Date de sortie   | ISBN              | Date de sortie | ISBN              |
| -- | ---------------- | ----------------- | -------------- | ----------------- |
| 1  | 23 mars 2017     | 978-4-04-104067-6 | 13 mars 2019   | 978-2-81-163817-7 |
| 2  | 26 janvier 2017  | 978-4-04-105222-8 | 22 mai 2019    | 978-2-81-163908-2 |
| 3  | 25 décembre 2017 | 978-4-04-106384-2 | 3 juillet 2019 | 978-2-81-164982-1 |

## Œuvres
Édition japonaise
1. 1 2  (ja) « 虐殺器官（１） », sur Kadokawa (consulté le 21 décembre 2021)
2. 1 2  (ja) « 虐殺器官（２） », sur Kadokawa (consulté le 21 décembre 2021)
3. 1 2  (ja) « 虐殺器官（３） », sur Kadokawa (consulté le 21 décembre 2021)

Édition française
1. 1 2  (ja) « Genocidal Organ Vol. 1 », sur nautiljon (consulté le 21 décembre 2021)
2. 1 2  (ja) « Genocidal Organ Vol. 2 », sur nautiljon (consulté le 21 décembre 2021)
3. 1 2  (ja) « Genocidal Organ Vol. 3 », sur nautiljon (consulté le 21 décembre 2021)